# Regeringsformatie België 1919
Na de parlementsverkiezingen van 16 november 1919 ging de formatie van een nieuwe Belgische regering van start. De formatie duurde 10 dagen en leidde tot de vorming van de regering-Delacroix II.

## Verloop van de formatie

### Aanloop naar de verkiezingen van 1919

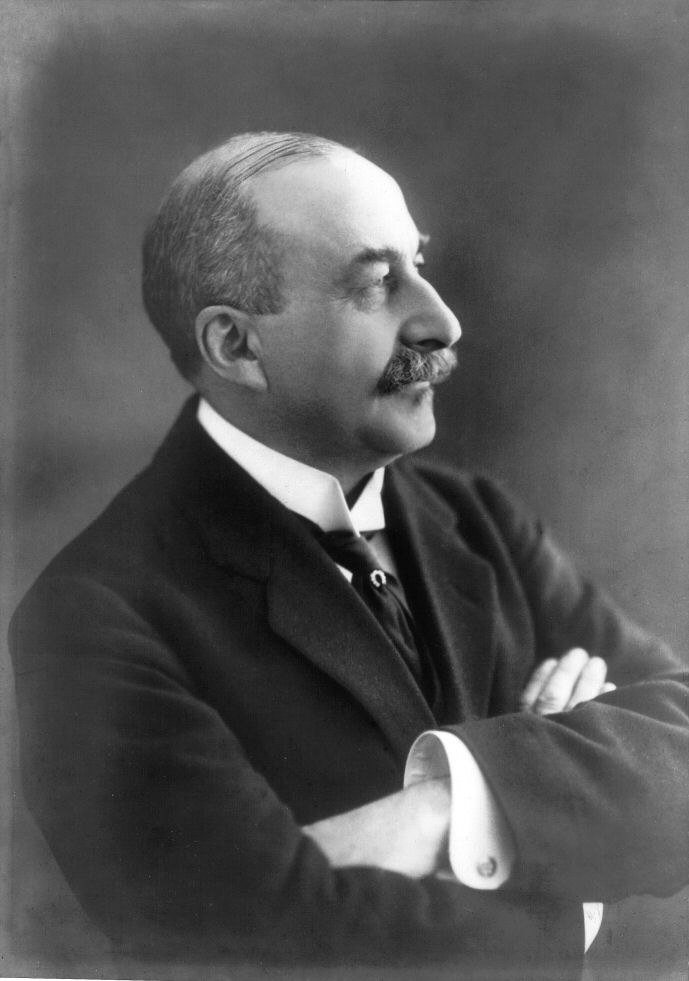
Léon Delacroix.

Tien dagen na de Wapenstilstand van 11 november 1918, die een einde maakte aan de Eerste Wereldoorlog, kwamen koning Albert I en politici van de Katholieke Partij, de Liberale Partij en de socialistische Belgische Werkliedenpartij op het kasteel van Loppem overeen om verregaande hervormingen door te voeren en werd een regering van nationale eenheid gevormd,  de regering-Delacroix I, onder leiding van de extraparlementaire katholiek Léon Delacroix, tijdens de oorlog voorzitter van het Nationaal Hulp- en Voedselcomité. De overeengekomen hervormingen hielden in dat het algemeen enkelvoudig stemrecht voor mannen vanaf 21 jaar al bij de volgende verkiezingen zou worden doorgevoerd, nog voor de grondwet in die zin gewijzigd zou worden. Ook werd besloten dat er sociale maatregelen werden genomen, zoals de oprichting van het Nationaal Werk voor Kinderwelzijn en de Nationale Maatschappij voor Goedkope Woningen en Woonvertrekken en dat artikel 310 uit het Strafwetboek zou worden geschrapt, dat straffen stelde op het misbruik van het stakingsrecht en door de socialisten als een belemmering van de vakbondsvrijheid werd gezien. De regering erkende ook de gelijkheid van de twee landstalen en het recht van de Vlamingen op hoger onderwijs in het Nederlands, wat de oprichting van een Nederlandstalige afdeling aan de Rijksuniversiteit van Gent inhield. Daarnaast had de regering de loodzware taak om snel werk te maken van de wederopbouw van het land na de Eerste Wereldoorlog.
De invoering van het algemeen enkelvoudig stemrecht zonder voorafgaande grondwetswijziging lag moeilijk bij de conservatieve katholieken, met de oude minister van Staat Charles Woeste als bekendste leider. Niettemin gingen de Kamer en de Senaat unaniem akkoord met de invoering van dit stemrecht. Omdat de zittingstermijn van de zetelende volksvertegenwoordigers en senatoren reeds was verstreken, waren snelle verkiezingen heel noodzakelijk, aangezien de grondwet niet in het aanblijven van een vervallen parlement voorzag. Snelle verkiezingen waren echter moeilijk onder algemeen meervoudig stemrecht: door de administratieve chaos die tijdens de oorlogsjaren was ontstaan zou het minstens twee jaar duren voor verkiezingen onder dit kiesrecht mogelijk waren. Bovendien duldde de wederopbouw geen uitstel, in die omstandigheden waren een lange discussie over de grondwettelijkheid van het algemeen enkelvoudig stemrecht en het uitstel van de verkiezingen tot het meervoudig stemrecht praktisch uitvoerbaar was, ongepast. Op 9 mei 1919 werd het enkelvoudig stemrecht bij wet ingevoerd en op 16 november 1919 werden nieuwe verkiezingen gehouden.

### Resultaten van de verkiezingen
Bij de verkiezingen van 16 november behaalde geen enkele partij nog de absolute meerderheid in de Kamer. De katholieken, die sinds 1884 over zulke meerderheid hadden beschikt, bleven de grootste partij met 37 procent van de stemmen en behaalden 73 zetels op 186 (een verlies van 26 zetels). De tweede grootste partij was de socialistische BWP, die met 36  procent bijna even groot werd als de Katholieke Partij en 70 zetels binnenrijfde (+30). De liberalen werden met 17 procent de derde partij van het land en waren goed voor 34 zetels (-11). In de Senaat lag de situatie anders: omdat de strenge fiscale voorwaarden om senator te kunnen worden nog niet waren aangepast, vonden de socialisten te weinig geschikte kandidaten om lijsten te kunnen indienen en bovendien werd de verkiezing van acht socialistische senatoren ongeldig verklaard, daar ze niet aan de vereiste voorwaarden voldeden. Hier behield de katholieken uiteindelijk haar absolute meerderheid door 63 zetels op 120 binnen te halen. De liberalen hadden er 42, terwijl de socialisten slechts over 15 senatoren beschikten.

### Consultaties van de koning
Op 17 november dienden de ministers van de regering-Delacroix I hun ontslag in bij de koning. Twee dagen later begon de vorst met zijn verkennende raadplegingen om de regeringsvorming op gang te trekken. Op 19 november ontving hij Senaatsvoorzitter Paul de Favereau en  Kamervoorzitter Prosper Poullet en ministers van Staat Eugène Goblet d'Alviella (liberaal), Aloys Van de Vyvere (katholiek), Gérard Cooreman (katholiek), Charles Woeste (katholiek), Jules Van den Heuvel (katholiek), Julien Liebaert (katholiek), Ernest Solvay (liberaal) en Louis De Sadeleer (katholiek). De dag erna ontbood hij in de voormiddag ministers van Staat Joris Helleputte (katholiek), Eugène Beyens (onafhankelijk), Henri Carton de Wiart (katholiek) en Paul Van Hoegaerden (liberaal) en Albert Mechelynck (liberaal), ondervoorzitter van de Kamer. In de namiddag van 20 november was het de beurt aan ministers van Staat Paul Berryer (katholiek), Louis Bertrand (socialist), Léon Colleaux (socialist) en Paul Segers (katholiek). Op 21 november werden senatoren Alexandre Braun (katholiek) en Arnold t'Kint de Roodenbeke (katholiek) en volksvertegenwoordigers Emile Brunet (socialist), Jules Destrée (socialist), Paul-Emile Janson (liberaal) en Emile Tibbaut (katholiek) geraadpleegd en de dag nadien had de koning nog een onderhoud met minister van Staat Adolphe Max (liberaal).

### Formateur Léon Delacroix (24 november - 2 december 1919)
Op 24 november werd uittredend premier Léon Delacroix door koning Albert I tot formateur benoemd. Hij wilde zo snel mogelijk een nieuwe regering van nationale eenheid van katholieken, socialisten en liberalen op de been brengen en startte meteen raadplegingen op met betrekking tot de samenstelling van het nieuwe kabinet.
Delacroix wilde een regering vormen bestaande uit twaalf ministers: vijf katholieken, vier socialisten en drie liberalen. De meeste ministers uit de vorige regering zouden op post blijven en de bevoegdheden Binnenlandse Zaken en Kunsten en Wetenschappen werden toevertrouwd aan nieuwe ministers, respectievelijk Kamervoorzitter Prosper Poullet, een Vlaamsgezinde katholiek, en de socialist Jules Destrée. Het feit dat de Vlaamsgezinde katholieken met het ministerie van Binnenlandse Zaken veel invloed zouden krijgen, lag echter moeilijk bij de liberalen, die dreigden om niet toe te treden tot de regering. Uiteindelijk werd op 28 november overeengekomen dat Poullet minister van Spoorwegen en PTT zou worden, terwijl de Franstalige katholiek Jules Renkin Binnenlandse Zaken onder zijn hoede kreeg. Hiermee waren de onderhandelingen over de samenstelling van de regering voltooid. Wat het regeringsprogramma betrof, kwamen de katholieken, liberalen en socialisten volgende zaken overeen:
- voortzetting van de wederopbouw en het nationaal herstel na de Eerste Wereldoorlog.
- doorvoeren van de grondwetsherziening die algemeen enkelvoudig stemrecht vanaf 21 jaar wettelijk moest verankeren en een democratisering van de Senaat mogelijk moest maken.
- de regering moest op buitenlands vlak internationale en economische samenwerking met Frankrijk en het Verenigd Koninkrijk nastreven.
- er werd een parlementaire commissie opgericht die zich zou buigen over een oplossing omtrent de taalkwestie in het onderwijs, het bestuur en het leger.
- in het onderwijs werd de schoolvrede tussen het katholiek en het rijksonderwijs gehandhaafd.
- artikel 310 van het Strafwetboek werd afgeschaft, wat door de socialisten als een belemmering van het stakingsrecht werd beschouwd.
- de regering zou duizenden goedkope woningen laten bouwen om de crisis in de woningmarkt te bezweren.
- de diensttijd in het leger zou zo veel mogelijk ingekort worden, na advies van de legerleiding.
- uitbreiding van de sociale wetgeving, zoals de invoering van een achturige werkdag.
- een beleid van bezuinigingen en nieuwe belastingen om de staatsfinanciën te consolideren.
- werk maken van de uitvoering van het Verdrag van Versailles en het innen van de herstelbetalingen die Duitsland aan België moest ophoesten.

Op 2 december 1919 werden de nieuwe ministers in de Regering-Delacroix II ingezworen door de koning. Twee weken later, op 16 december, werd in de Kamer en de Senaat voor het eerst in de Belgische geschiedenis een regeringsverklaring voorgelezen, respectievelijk door Léon Delacroix en minister van Landbouw Albéric Ruzette (katholiek). Op 24 december gaf de Kamer haar vertrouwen aan de regering, in de Senaat werd geen vertrouwensstemming gehouden. 
1919 · 1920 · 1921 · 1923 · 1924 · 1925 · 1926 · 1927 · 1929 · 1931 · mei 1932 · okt. 1932 · dec. 1932 · jun. 1934 · nov. 1934 · 1935 · 1936 · 1937 · 1938 ·  feb. 1939 · apr. 1939 · 1940 · 1944 · 1945 · feb-mrt 1946 · jul-aug 1946 · 1947 · 1948 · 1949 · jun 1950 · aug 1950 · 1952 · 1954 · jun. 1958 · nov. 1958 · 1961 · 1965 · 1966 · 1968 · 1971/72  · 1972/73 · 1974 · 1977 · 1978 · 1978/79 · apr.-mei 1980 · okt. 1980 · apr. 1981 · nov.-dec. 1981 · 1985 · oktober 1987 · 1987/88 · 1991/92 · 1995 · 1999 · 2003 · 2007 · 2008 · 2010/11 · 2014 · 2019/20 · 2024/25